# Galaxie de la Girafe A
Camelopardalis A
Camelopardalis A, ou Cam A, est une galaxie naine située dans la constellation de la Girafe, son nom étant simplement le nom latin de la constellation.
Elle est découverte en 1984 par l’analyse de plaques photographiques du Palomar Observatory Sky Survey visant à trouver des objets étendus à très faible brillance de surface, caractéristiques attendues pour des galaxies naines proches. La recherche donne lieu à l’identification d’une dizaine d’objets potentiellement intéressants, à l’époque nommés EGB N, N allant de 1 à 10, sigle représentant les initiales des noms des trois auteurs de la recherche (G. L. Ellis, E. T. Grayson et H. E. Bond). Parmi ces dix objets, sept s’avèrent être des nébuleuses planétaires, un est une étoile de type nova dont des résidus d’explosions anciennes forment la structure étendue observée, et deux sont des galaxies, Cam A (EGB 3, ou EGB 0419+72) et EGB 8, plus tard renommée UGCA 92. Cette dernière est considérée avec Cam A suffisamment proche de notre Voie lactée pour pouvoir éventuellement faire partie du Groupe local, la petite concentration d’une quarantaine de galaxies voisines de la nôtre.
L’étude détaillée de Cam A révèle sa structure sphéroïdale et sa population de géantes rouges, assez inhomogène. À partir de l’étude de la branche des géantes rouges de cette galaxie, une distance de 1,64 Mpc lui est attribuée.
Cam A s’avère ainsi trop éloignée pour prétendre faire partie du Groupe local, tout comme UGCA 92 qui elle fait en réalité partie du groupe de galaxies le plus proche du Groupe Local, le groupe IC 342/Maffei. Au sein de ce groupe, Cam A est physiquement associée à NGC 1560, avec laquelle elle fait partie du sous-groupe de IC 342.